# شهاب (اسم)
شهاب هو اسم علم مذكر من أصل عربي، ومعناه هو كل مضيء متولد ضياؤه من النار، الكوكب عمومًا الكوكب المنقض، كل أبيض ذو نور، وهو من الألفاظ التي وردت في القرآن، وقد جاءت في أربع آيات وواحدة في صيغة الجمع قال تعالى: ﴿سآتيكم منها بخبرٍ أو آتيكم بشهابٍ قبسٍ لعلكم تصطلون﴾ [ النمل من الآية 7]وقد جاء الشهاب هنا بمعنى شعلة النار المقبوسة من أصلها.

## شخصيات تحمل الاسم
- شهاب الدين أحمد (لاعب كرة قدم مصري، 22 أغسطس 1990[3] – )
- شهاب الدين ابن عربشاه (1392[4][5][6] – 1450[4][5][6])
- شهاب الدين القسطلاني (20 يناير 1447 – 27 فبراير 1517)
- شهاب الدين المرعشي النجفي (21 يوليو 1897 – 29 أغسطس 1990)
- شهاب الدين النويري (5 أبريل 1279 – 5 يونيو 1333)
- شهاب الدين عمر السهروردي (1145 – 1234[7][8][9])
- شهاب الدين مرجاني (1818[10][11] – 1889[10][11])
- شهاب حسيني (ممثل إيراني، 4 فبراير 1974 – )
- شهاب كردان (لاعب كرة قدم إيراني، 22 مايو 1984[12] – )
- شهاب كنكوني (لاعب كرة قدم كويتي، 28 أبريل 1981[13] – )

## وصلات خارجية
- موسوعة السلطان قابوس لأسماء العرب نسخة محفوظة 5 أبريل 2019 على موقع واي باك مشين.